# Can Rovira de la Volta
Can Rovira de la Volta es un edificio de Jorba (Noya) catalogado como bien protegido del patrimonio arquitectónico del municipio. Fue la casa pairal de la familia Rovira, donde naciera el industrial Ramon Rovira i Casanella, padre de Josep Rovira i Bruguera y abuelo de Francesc Rovira-Beleta, documentada en Jorba sobre mediados del siglo XV, quienes la poseyeron hasta finales del siglo XX, en que fue vendida por sus últimos herederos.

## Historia
Can Rovira de la Volta es una casa del siglo XV, parcialmente restaurada, situada en el núcleo antiguo del término de Jorba. Fue la casa pairal de la familia Rovira, cuya finca rústica, destinada a explotación agraria, estuvo repartida por varios parajes del término. El nombre tradicional de la casa se formó a partir del nombre de familia del linaje y un elemento arquitectónico caracterizador del edificio. Su conjunto, de arquitectura popular, está catalogado y parcialmente protegido por el Ayuntamiento de Jorba como patrimonio arquitectónico del municipio (2011).